# Carlos Hernández (tirador con arco)
Carlos Hernández, destacado deportista salvadoreño de la especialidad de tiro quien fue campeón de Centroamérica y del Caribe en Mayagüez 2010.

## Trayectoria
La trayectoria deportiva de Carlos Hernández se identifica por su participación en los siguientes eventos nacionales e internacionales:

### Juegos Centroamericanos y del Caribe
Fue reconocido su triunfo de ser el cuarto deportista con el mayor número de medallas de la selección de  El Salvador 
en los juegos de Mayagüez 2010.

#### Juegos Centroamericanos y del Caribe de Mayagüez 2010
Su desempeño en la vigésima primera edición de los juegos, se identificó por ser el centésimo quincuagésimo sexto deportista con el mayor número de medallas entre todos los participantes del evento, con un total de 3 medallas:

- , Medalla de oro: Fuego 25 m
- , Medalla de plata: Tiro 25 m
- , Medalla de bronce: Estándar Equipo